# 鏽色切齒鯛
鏽色切齒鯛為輻鰭魚綱鱸形目鱸亞目鯛科的其中一種，分布於西印度洋，從莫三比克至南非好望角海域，棲息深度20-50公尺，體長可達65公分，棲息在沿海岩石底質海域，屬雜食性，以藻類、甲殼類等為食，可做為食用魚及遊釣魚。